# Lovely Mary
Lovely Mary er en amerikansk stumfilm fra 1916 af Edgar Jones.

## Medvirkende
- Mary Miles Minter som Mary Lane.
- Frank DeVernon som Claiborne Ogilvie Lane.
- Russell Simpson som Peter Nelson.
- Schuyler Ladd som Oscar Nelson.
- Ferdinand Tidmarsh som Wade Dempster.